# Flammerans
 Flammerans  là một xã ở tỉnh Côte-d'Or trong vùng Bourgogne, phía đông nước Pháp. Xã Flammerans nằm ở khu vực có độ cao trung bình 200 mét trên mực nước biển.